# Tu viện Batalha
Tu viện Batalha (tiếng Bồ Đào Nha: Mosteiro da Batalha) là một tu viện dòng Đa Minh nằm tại đô thị Batalha, tỉnh Leiria, vùng Centro, Bồ Đào Nha. Tên gọi chính thức và ban đầu của nó là Tu viện của Thánh Mary Chiến thắng (tiếng Bồ Đào Nha: Mosteiro de Santa Maria da Vitória) để kỷ niệm chiến thắng trong trận Aljubarrota năm 1385. Đồng thời đây cũng là nơi chôn cất của các thành viên nhà Aviz của hoàng gia Bồ Đào Nha. Công trình là một trong những ví dụ tốt nhất và độc đáo nhất của kiến trúc Flamboyant thời kỳ Gothic muộn ở Bồ Đào Nha, kết hợp với phong cách Manueline.

## Lịch sử

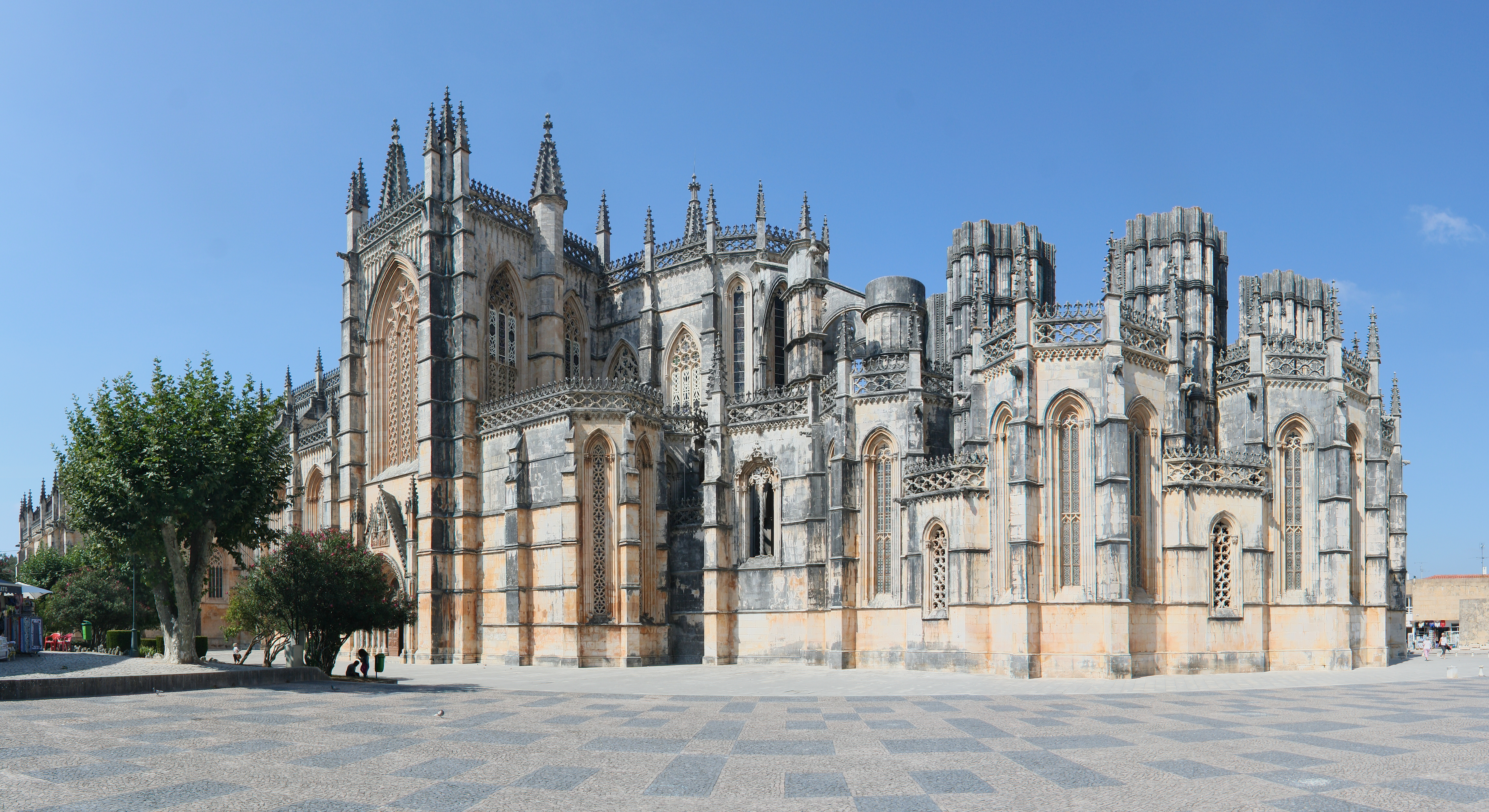
Tu viện Santa Maria da Vitória.

Tu viện được vua João I của Bồ Đào Nha cho xây dựng như là để thực hiện lời hứa cảm ơn Đức Trinh Nữ Maria vì người Bồ Đào Nha đã chiến thắng quân Castilla trong trận Aljubarrota năm 1385. Trận chiến này chấm dứt cuộc nội chiến Bồ Đào Nha 1383–1385.
Phải mất hơn một thế kỷ để xây dựng xong, bắt đầu từ năm 1386 và kết thúc vào khoảng năm 1517, kéo dài qua các thời kỳ trị vì của bảy vị vua. Nó cần đến nỗ lực của 15 kiến trúc sư cùng với đó là sử dụng rất nhiều nguồn lực của con người và vật chất. Các kỹ thuật và phong cách nghệ thuật mới cho đến nay vẫn chưa được biết đến ở Bồ Đào Nha đã được triển khai.
Công việc bắt đầu vào năm 1386 bởi kiến trúc sư người Bồ Đào Nha Afonso Domingues, người chỉ đạo cho đến năm 1402. Ông đã lên kế hoạch, và nhiều cấu trúc trong nhà thờ và tu viện hiện nay là các thiết kế của ông. Phong cách về cơ bản là Rayonnant thời kỳ Gothic và ảnh hưởng từ thời kỳ Perpendicular Gothic ở Anh. Nó có những điểm tương đồng với mặt tiền của Nhà thờ lớn York và với gian giữa cùng cửa ngang của Nhà thờ chính tòa Canterbury.

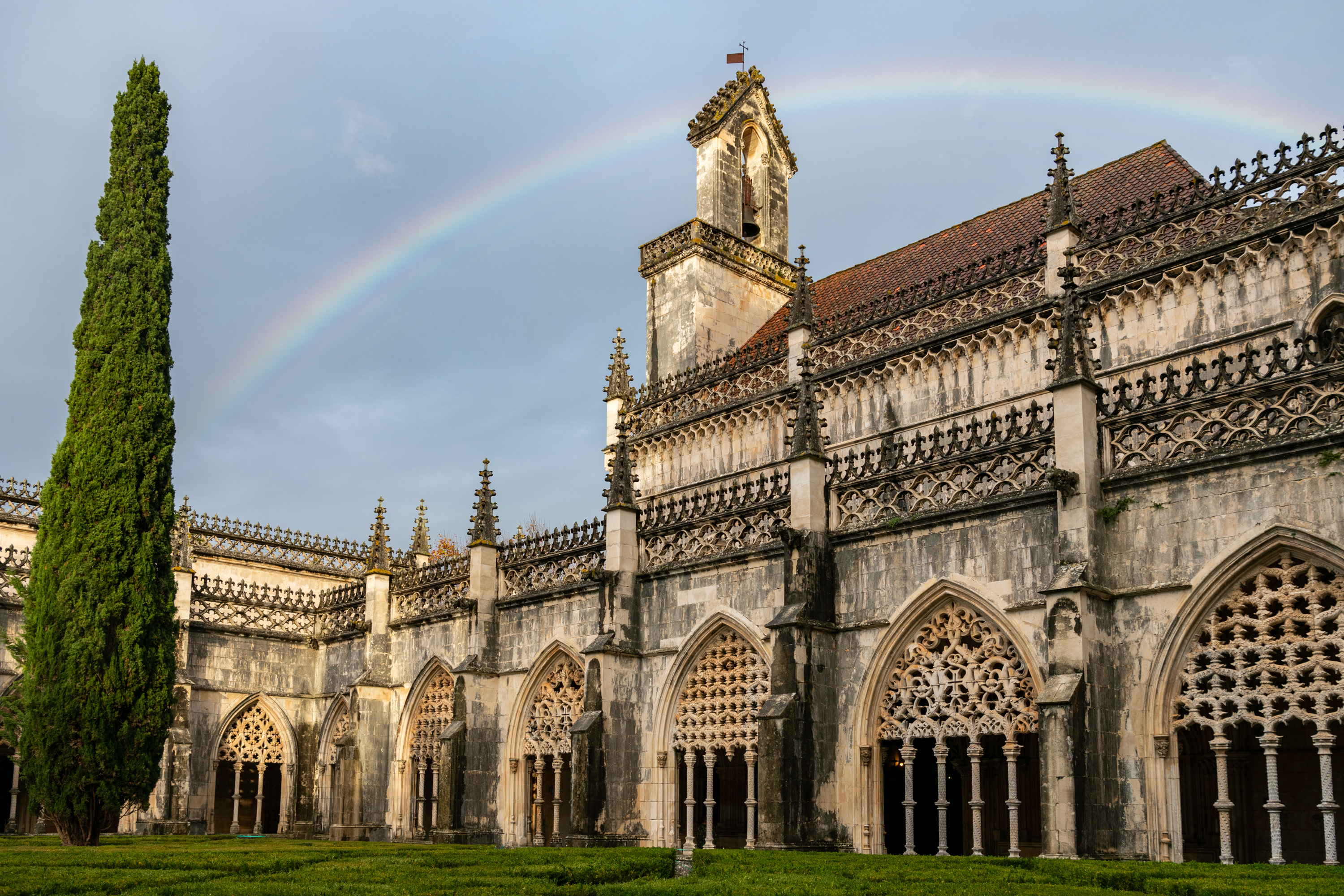
Đại sảnh với hàng hiên của tu viện.

Người sau đó kế tục công việc của ông là kiến trúc sư Huguet từ năm 1402 đến năm 1438. Kiến trúc sư này có lẽ là người gốc Catalan đã đưa phong cách Flamboyant thời kỳ Gothic muộn vào. Điều này được thể hiện ở mặt tiền chính, mái vòm của ngôi nhà Tăng hội, nhà nguyện Nhà sáng lập, cấu trúc cơ bản của nhà nguyện Không hoàn hảo và các gian giữa phía bắc và phía đông của tu viện chính. Ông đã nâng chiều cao của gian giữa lên 32,46 mét. Bằng cách thay đổi tỷ lệ, ông đã làm cho nội thất của nhà thờ thậm chí còn chật hẹp hơn. Ông cũng đã hoàn thành gian ngang, nhưng đã qua đời trước khi có thể hoàn thành Nhà nguyện Không hoàn hảo.
Thời kỳ trị vì của vua Afonso V của Bồ Đào Nha, kiến trúc sư người Bồ Đào Nha Fernão de Évora tiếp tục việc xây dựng từ năm 1448 đến 1477. Ông đã cho xây dựng thêm hàng hiên Afonso V. Người kế tục tiếp sau đó là Mateus Fernandes già trong giai đoạn 1480–1515. Ông là bậc thầy về phong cách Manueline với hình ảnh trang trí trên ô trán của cổng chính. CÙng với kiến trúc sư nổi tiếng Diogo de Boitaca cùng nhau tạo ra những họa tiết hình mảng và dãy cuốn ở đường Claustro. Công việc trong tu viện tiếp tục vào triều đại João III của Bồ Đào Nha với sự bổ sung thêm một số chi tiết thời kỳ Phục hưng vào năm 1532 bởi João de Castilho. Việc xây dựng bị đình chệ khi nhà vua quyết định dồn mọi nguồn lực vào việc xây dựng tu viện Jerónimos ở Lisboa.
Trận động đất năm 1755 đã gây ra một số thiệt hại, nhưng thiệt hại lớn hơn nhiều lại do quân đội Napoléon của Thống chế Masséna gây ra, những người đã cướp phá và đốt cháy khu phức hợp vào năm 1810 và 1811. Khi người Dominica bị trục xuất khỏi khu phức hợp vào năm 1834, nhà thờ và tu viện đã bị bỏ hoang và trái để rơi vào cảnh hoang tàn.
Năm 1840, vua Fernando II của Bồ Đào Nha bắt đầu cho trùng tu tu viện bị bỏ hoang và đổ nát, nhằm cứu lấy viên ngọc quý của kiến trúc Gothic này. Việc trùng tu kéo dài cho đến những năm đầu của thế kỷ 20. Một trong những kiến trúc sư cuối cùng là thợ đá bậc thầy Jose Patrocinio de Sousa, người chịu trách nhiệm xây dựng lại tu viện. Nó được tuyên bố là Di tích Quốc gia vào năm 1907. Năm 1980, tu viện được biến thành một viện bảo tàng.
Năm 1983, tu viện này đã được UNESCO thêm vào danh sách Di sản thế giới.

## Kiến trúc
Tu viện nằm tách biệt với thị trấn. Mặt tiền phía tây, đối diện với quảng trường lớn với bức tượng tướng Nuno Álvares Pereira đang cưỡi ngựa được chia làm ba bởi các cột và trụ áp tường lớn gồm Nhà nguyện của Nhà sáng lập (Capelo do Fundador), bức tường bên của lối đi và cổng lồi. Ở phía bên phải của mặt tiền này là Nhà nguyện chưa hoàn thành (Capelas Imperfeitas) một cấu trúc hình bát giác riêng biệt được thêm vào khu phức hợp.